# Golpe de Estado na Guiné-Bissau em 2012
Em 12 de abril de 2012, na véspera do início da campanha para a segunda volta da eleição presidencial guineense, militares ocuparam a rádio nacional, a sede do PAIGC e atacaram com foguetes, morteiros e granadas a residência do primeiro-ministro em fim de mandato, Carlos Gomes Júnior. A rádio nacional e a Televisão Estatal deixaram de emitir ao serem tomadas pelos militares Revoltosos. Os acontecimentos deram-se entre as 19 e as 21 horas, hora local.
O presidente da República interino, Raimundo Pereira, foi preso na sua residência por militares, tal como o primeiro-ministro Carlos Gomes Júnior. Desconhece-se o paradeiro de Adiato Djaló Nandigna, a primeira-ministra interina da Guiné-Bissau.
O evento sucede ao conflito militar de 2010 e a uma tentativa de golpe de Estado falhada em 2011.
O Exército da Guiné-Bissau atribuiu o golpe a um suposto acordo militar secreto entre os governos da Guiné-Bissau e Angola.
O porta-voz do Comando Militar que tomou o poder na Guiné-Bissau no passado dia 12 disse hoje que qualquer força estrangeira enviada para o país seria considerada pelos militares uma força invasora "porque o país não está em guerra".
Segundo o tenente-coronel Daba Na Walna, não se justifica o envio de uma força estrangeira "seja de interposição como de manutenção da paz" para a Guiné-Bissau porque "o país não se encontra em nenhuma guerra".
O porta-voz do Comando Militar guineense falava numa conferência de imprensa para "responder às declarações do Ministro dos Negócios Estrangeiros da Guiné-Bissau e do senhor Georges Chikoti" (chefe da diplomacia angolana), na quinta-feira, na sede das Nações Unidas.
Manuel Serifo Nhamadjo, designado presidente da República de transição na Guiné-Bissau após o golpe de Estado, anunciou que havia recusado esta nomeação, considerando que estava fora da legalidade.

## Reações internacionais
- Portugal - O Presidente da República, Aníbal Cavaco Silva, condenou o Golpe Militar. Foi elevado o Estado de Prontidão da Força de Reação Imediata (Forças Armadas Portuguesas) para possível evacuação de cidadãos portugueses devido ao agravamento da situação no país. Em 15 de abril, foram deslocados meios aéreos e marítimos para próximo da Guiné-Bissau.
- China - Liu Weimin (porta-voz do Ministro dos Negócios Estrangeiros da China) mostrou que a China está chocada e preocupada com a situação.
- Estados Unidos - O Governo dos Estados Unidos da América emitiu um Alerta de Segurança não aconselhando viagens e advertindo os residentes estadunidenses na Guiné Bissau.
- Brasil - Pediu reunião de emergência no Conselho de Segurança da Organização das Nações Unidas sobre a violência na Guiné-Bissau.
- Rússia - Apelou à restauração do Governo Civil.
- Canadá - Condenou o golpe.
- Nigéria - Condenou o golpe.
- União Africana - Descreveu o golpe de estado como "ultrajante".
- Organização das Nações Unidas - Condena o golpe e exige a libertação do presidente e do primeiro-ministro.